# Profesionálové (český seriál)
Profesionálové jsou český televizní sitcom, premiérově vysílaný v letech 2009–2010 na TV Barrandov. Jedná se remake stejnojmenného slovenského seriálu. Česká verze, první vlastní seriál TV Barrandov, která zahájila své vysílání v lednu 2009, byla předčasně ukončena v březnu 2009 již po jedenácti dílech, ačkoliv televize plánovala natočení alespoň 26 epizod. V roce 2010 byl projekt oživen a vznikla druhá řada o délce 16 dílů s částečně odlišným obsazením.

## Příběh
Seriál pojednává o malé policejní stanici, kterou vede kapitán Petrželka, jemuž asistují tři mladší policisté a mluvčí Kosinová. Zabývá se nejrůznějšími případy, které tato skupina musí řešit, přičemž důležitou osobou je také vysloužilý mafián Gregor, nyní hospodský.

## Obsazení
- Jiří Bábek jako kapitán Mirek Petrželka
- Josef Polášek jako poručík Libor Buček
- Jiří Vyorálek jako podporučík Alexandr Vyšný-Riefenstahl (1. řada)
- Pavel Liška jako podporučík Alexandr Vyšný-Riefenstahl (2. řada)
- Petr Jeništa jako nadporučík František Popelka (1. řada)
- Matěj Hádek jako nadporučík František Popelka (2. řada)
- Marika Procházková jako nadporučík Skarlet Kosinová
- Alexej Pyško jako Josef „Pepe“ Gregor (1. řada)
- Petr Čtvrtníček jako Josef „Pepe“ Gregor (2. řada)